# Копачівка (Борисовський район)
Копачівка (біл. вёска Капачэўка) — село в складі Борисовського району Мінської області, Білорусь. Село підпорядковане Мойсеївщинській сільській раді, розташоване в північно-східній частині області.
Рішенням Мінської обласної ради депутатів від 28 травня 2013 року, щодо змін адміністративно-територіального устрою Мінської області, село Копачівка, уже колишньої Троянівської сільської ради, передане до Мойсеївщинської сільської ради.